# Titularbistum Ptolemais in Libya
Ptolemais in Libya (italienisch Tolemaide di Libia) ist ein Titularbistum der römisch-katholischen Kirche. 
Es geht zurück auf einen antiken Bischofssitz in der Stadt Ptolemais, die sich in der römischen Provinz Libya superior befand und deren Überreste heute auf dem Gebiet Libyens liegen.
| Titularbischöfe von Ptolemais in Libya |                                                |                                  |                  |               |
| Nr.                                    | Name                                           | Amt                              | von              | bis           |
| 1                                      | Carmelo Pascucci                               |                                  | 27. Oktober 1871 |               |
| 2                                      | Raffaele Virili Titularerzbischof pro hac vice |                                  | 1918             | 9. März 1925  |
| 3                                      | Cesare Orsenigo Titularerzbischof pro hac vice | Apostolischer Nuntius            | 23. Juni 1922    | 1. April 1946 |
| 4                                      | Carlo Angeleri                                 | Weihbischof in Tortona (Italien) | 7. August 1948   | 22. Mai 1979  |
| 5                                      | Cyril Vasiľ SJ Titularerzbischof pro hac vice  | Kurienerzbischof                 | 7. Mai 2009      | 24. Juni 2021 |